# Alexandre Bisson
Pour les articles homonymes, voir Bisson.
Alexandre Bisson (né le 9 avril 1848 à Briouze et mort le 27 janvier 1912 en son domicile dans le 16e arrondissement de Paris) est un dramaturge, romancier, scénariste et librettiste français, dont plusieurs pièces ont été adaptées au cinéma, notamment par Georges Monca.

## Biographie
Alexandre Bisson fut célèbre, à son époque, pour la gaieté de ses vaudevilles.
Il avait débuté dans l'enseignement privé comme précepteur chez des châtelains normands et utilisait son temps libre à brocher des comédies. Il vînt à Paris en 1868 et déposa chacune de ses huit comédies à la conciergerie des huit premiers théâtres de la capitale. Aucune ne fut jouée.
Le poste qu'il obtînt comme rédacteur au Ministère de l'Instruction publique lui permit d'attendre le premier succès qui lui vînt en 1873 avec sa pièce de théâtre Quatre coups de canif.
Il fut Chevalier de la Légion d'honneur en 1893 et Officier de l'Instruction publique.

## Œuvres
- 1881 : Un voyage d'agrément, avec Edmond Gondinet
- 1882 : 115, Rue Pigalle
- 1882 : Ninetta, pièce lyrique, avec Alfred Hennequin, musique Raoul Pugno
- 1886 : Une mission délicate
- 1886 : Un conseil judiciaire
- 1887 : Ma Gouvernante
- 1887 : Le Roi Koko, vaudeville en 3 actes, créé au Théâtre de la Renaissance le 29 novembre 1887
- 1888 : Les Surprises du divorce, avec Antony Mars
- 1890 : Feu Toupinel, comédie en 3 actes, théâtre du Vaudeville
- 1891 : Les Joies de la paternité, comédie en 3 actes, avec Gustave Ricouard et Raoul Vast
- 1892 : Le Député de Bombignac
- 1892 : La Famille Pont-Biquet, puis en 1896 au Théâtre du Gymnase
- 1893 : Le Veglione ou le Bal masqué avec Albert Carré, Théâtre du Palais-Royal, 8 février
- 1895 : Monsieur le Directeur !
- 1896 : Disparu !!!
- 1896 : Les Erreurs du mariage
- 1897 : Jalouse, avec Adolphe Leclercq
- 1897 : Le Terre-Neuve, avec Maurice Hennequin
- 1898 : Le Contrôleur des wagons-lits, créée le 11 mars 1898 au Théâtre des Nouveautés, à Paris.
- 1900 : Château historique !, avec Julien Berr de Turique
- 1901 : Le Bon Juge, Théâtre du Vaudeville, 5 janvier
- 1903 : Les Apaches
- 1904 : Les Trois Anabaptistes avec Julien Berr de Turique
- 1906 : Le Péril jaune, avec Albert de Saint-Albin
- 1907 : Les Plumes du paon, avec Julien Berr de Turique, Théâtre de l'Odéon, 8 octobre
- 1908 : La Femme X, Théâtre de la Porte-Saint-Martin, 15 décembre
- 1908 : Mariage d'étoile
- 1909 : Nick Carter Détective, avec Guillaume Livet, Théâtre de l'Ambigu, 2 novembre
- 1911 : Le Coup du berger, avec Marc Sonal

## Adaptations cinématographiques
- 1912 : Les Surprises du divorce de Georges Monca
- 1913 : Le Contrôleur des wagons-lits de Charles Prince (adaptation de Georges Monca)
- 1913 : Le Bon Juge de Charles Prince  (adaptation de Georges Monca)
- 1913 : Le Roi Koko de Georges Monca
- 1916 : Madame X de George F. Marion
- 1920 : Madame X de Frank Lloyd, avec Pauline Frederick
- 1920 : Her Beloved Villain (d'après Le Veglione) de Sam Wood
- 1922 : Un viaggio di piacere de Ermanno Geymonat
- 1923 : Château historique de Henri Desfontaines
- 1923 : Le sorprese del divorzio de Guido Brignone
- 1924 : Monsieur le directeur de Robert Saidreau
- 1929 : Madame X de Lionel Barrymore avec Ruth Chatterton
- 1933 : Feu Toupinel de Roger Capellani
- 1933 : Les Surprises du divorce de Jean Kemm
- 1934 : Le Rosaire de Tony Lekain et Gaston Ravel
- 1935 : Le Contrôleur des wagons-lits de Richard Eichberg
- 1937 : La Famille Pont-Biquet de Christian-Jaque
- 1937 : La Femme X (Madame X) de Sam Wood avec Gladys George
- 1938 : Êtes-vous jalouse ? d'Henri Chomette
- 1939 : Le sorprese del divorzio de Guido Brignone
- 1943 : Las sorpresas del divorcio de Roberto Ratti
- 1950 : Les femmes sont folles de Gilles Grangier
- 1966 : Madame X de David Lowell Rich avec Lana Turner
- 1981 : Madame X de Robert Ellis Miller, avec Tuesday Weld (téléfilm)